# Charnat
Charnat é uma comuna francesa na região administrativa de Auvérnia-Ródano-Alpes, no departamento Puy-de-Dôme. Estende-se por uma área de 5,44 km². Em 2010 a comuna tinha 211 habitantes (densidade: 38,8 hab./km²).